# Наполеон (Індіана)
Наполеон (англ. Napoleon) — місто (англ. town) в США, в окрузі Ріплі штату Індіана. Населення — 236 осіб (2020).

## Географія
Наполеон розташований за координатами 39°12′14″ пн. ш. 85°19′39″ зх. д. / 39.20389° пн. ш. 85.32750° зх. д. (39.204026, -85.327475).  За даними Бюро перепису населення США в 2010 році місто мало площу 0,51 км², уся площа — суходіл.

## Демографія
Згідно з переписом 2010 року, у місті мешкали 234 особи в 111 домогосподарстві у складі 66 родин. Густота населення становила 456 осіб/км².  Було 126 помешкань (246/км²).
Расовий склад населення:
| - 100,0 % — білих |

До двох чи більше рас належало 0,0 %. Частка іспаномовних становила 1,3 % від усіх жителів.
За віковим діапазоном населення розподілялося таким чином: 17,5 % — особи молодші 18 років, 65,8 % — особи у віці 18—64 років, 16,7 % — особи у віці 65 років та старші. Медіана віку мешканця становила 45,3 року. На 100 осіб жіночої статі у місті припадало 103,5 чоловіків;  на 100 жінок у віці від 18 років та старших — 109,8 чоловіків також старших 18 років.
Середній дохід на одне домашнє господарство  становив 48 450 доларів США (медіана — 37 500), а середній дохід на одну сім'ю — 61 468 доларів (медіана — 52 500). За межею бідності перебувало 15,3 % осіб, у тому числі 0,0 % дітей у віці до 18 років та 24,4 % осіб у віці 65 років та старших.
Цивільне працевлаштоване населення становило 93 особи. Основні галузі зайнятості: виробництво — 22,6 %, мистецтво, розваги та відпочинок — 17,2 %, освіта, охорона здоров'я та соціальна допомога — 15,1 %, будівництво — 14,0 %.